# 小鳥美術館
小鳥美術館（ことりびじゅつかん）は、日本の2人組ユニットである。
2004年、学芸員・島、館長・牧野により設立。レーベルはオフィス書庫。

## 概要
2004年より活動をスタートし、名古屋を中心にライブ活動を精力的に行い、名古屋の音楽シーンを語る上で欠かせない存在であった。2016年に、結成12年目にして小鳥美術館のコレクションが一部公開され、自身初の作品集として収蔵品6点を収録した『Little Museum of Bird』、Hei Tanaka と各々の作品を収録した合同作品集「トマデジvol.3」を続けて発表。リリースを記念した巡回展（＝リリースツアー）が行われた。バンドセットのライブでは田中馨（ex.SAKEROCK/Hei Tanaka等）、イトケン（相対性理論/トクマルシューゴ等）らも参加。
2020年3月1日、【プロジェクト完了のお知らせ】をもって、プロジェクト「小鳥美術館」は完了し、これまで無題だった曲を "明日の譜" と名付け完成とする、と報告された。

## メンバー
- 島 なぎさ（ボーカル）：学芸員(飼育係から変更)   楽曲の作詞・作曲、アートワークを担当
- 牧野容也（ギター）：館長

【サポートメンバー】
- 田中馨（ベース）：造園剪定士
- イトケン（ドラムス）：税理士

## 主なライブ・イベント出演
- 2005年
  - 2005年12月10日 カノーヴァン・CORPS・7886ORG.
期間限定カフェ「7586CAFE」イベント
 「裏7586」プレリリースイベントUNKNOWN MUSIC 出演：小鳥美術館/中村健太/kamitani/スティーブジャクソン/ジョンのサン/the fat acrobats/古賀さん/他

- 2006年
  - 2006年1月27日 GUIRO LIVE at  鶴舞K.D JAPON w/小鳥美術館/TieCorie
  - 2006年2月18日 月光音楽会 at くつろぎ食堂 出演：空耳楽団/高 扶美枝/小鳥美術館
  - 2006年4月23日 「縁側サテライト」 at 鶴舞K.D JAPON
出演:小鳥美術館/ICHI/G.RINA+鉄鍋
  - 2006年5月3日 鶴舞ロックフェスティバル(2006年5月3日・5月4日開催)
at 鶴舞公園奏楽堂前 出演
  - 2006年6月2日 "まんまるけ" at いりなか58月（ゴヤムーン）出演：あいまいなあたしのあい/須藤かよ/小鳥美術館/チコリ
  - 2006年7月20日 スクラッピー・ジャド・ニューコム 来日ツアー2006
- Cafe Goatee & Cafe the eel Presents -"Scrappy Jud Newcomb & オハラマヤ Summer Tour '06" at 名古屋・新栄 cafe parlwr　OA：小鳥美術館
  - 「うたうたうたう」出演：小鳥美術館/えみとよしろう/河合愼五（カタリカタリ）
    - 2006年8月6日 一宮Sonic Brew　2006年8月26日 岐阜Asian cafe「Clover sabou」

  - 2006年8月11日 小鳥美術館とカタリカタリ at下北沢lete
  - 2006年8月18日　Lina Lina/小鳥美術館 /ichi at鶴舞K.D JAPON
  - 2006年8月19日「GUIRO /小鳥美術館 LIVE」 at 細野ビルヂング
出演：GUIRO/小鳥美術館/DJ：dj boyfriend / babeefunk
  - 2006年8月20日「GUIRO /小鳥美術館 LIVE」at metsaカフェ メツァ
出演：GUIRO/小鳥美術館
  - 2006年9月27日「GINA & CHRIS "MANY THOUSAND MILES TOUR"（縁側サテライト弐）」at 鶴舞K.D JAPON 出演：小鳥美術館/果てな/GINA & CHRIS
  - 2006年10月8日 山田晋吾とマキノリョータvs小鳥美術館 at 岐阜「喫茶 伊吹堂」
  - 2006年10月14日 "とらいばるな夜シリーズの第二弾" at鶴舞K.D JAPON 出演：OA SATOSHI(IRISH-GUTAR&FIDDLE)/小鳥美術館/MINE/ボロン
  - 2006年11月11日 中山双葉『友だちは犬だけ』レコ発ライブ”友だちは犬だけじゃなかった！！”at 鶴舞K.D Japon w/Ett、小鳥美術館
  - 2006年11月23日 「名古屋ロックの夜明け」at 高円寺・円盤 出演：熊沢剛(fromホットハニーバニーストンパーズ)/小鳥美術館/スティーブジャクソン/神谷俊明(fromジョンのサン)
  - 2006年12月16日 岐阜Asian Cafe Clover Sabou　出演：ICHI/小鳥美術館/田中亜矢

- 2007年
  - 2007年3月25日 ”ヒアズハウ！”愛知大学　豊橋校舎学生会館会議室 出演：中村好伸（from東京/doppo（from京都)/カタリカタリ/小鳥美術館
  - 2007年5月19日 「鳥かごマーケット」at大阪・北堀江 鳥かごビルヂング2Fロカリテ 出演
  - 2007年6月16日　LIVE at シマウマ書房 出演：小鳥美術館/ジョンのサン/小川直人/Ohio Girls Surt Team
  - 2007年6月27日　recommuni PRESENTS " rhizome - rhythm " at 渋谷O-NEST
 小鳥美術館/宗田佑介バンド（コロラド)/cryv/circe/鳩山浩二 (Blues SSW)/Pasadena (PC+Gt+Pianica)/Saitone (2 GAMEBOY+Roland-EF303)
  - 2007年8月11日 小鳥美術館とカタリカタリ at下北沢lete
  - 2007年9月22日 ぺぺ＆プリマ主催"第二回かみあわない３人の話し合い〜甘くて辛い二日間"
at覚王山・URA58 出演：ぺぺ＆プリマ/小鳥美術館/ツクモク/葉っぱの裏側シスターズ/ＤＪ：ウメキ（galaxytrain）/寿（伝説の村長）
  - 2007年11月23日 「秋の夜長のくつろぎ音楽会」atくつろぎ食堂 Ami
出演：厚海義朗/小鳥美術館
  - 2007年12月24日 GUIRO 2days「きよしこの昼と夜」2日目 「ばんざい!おばんざい!」
出演：GUIRO/にしもとさゆり/カタリカタリ/たゆたう(京都)/小鳥美術館
  - 2007年12月26日 小鳥美術館ワンマンライブ at下北沢lete

- 2008年
  - 2008年1月12日 ヒネモス『モリノダンス』 レコ発ツアーat鶴舞K.D JAPON w/小鳥美術館
  - 2008年4月5日　LIVE at シマウマ書房 出演：エフロミオとイチ/efromio+ICHI/小鳥美術館
  - 2008年4月13日 厚海義朗 / 小鳥美術館 LIVE at下北沢lete
  - 2008年5月10日 "sOUnDFreAk THe LAsT sHOw" at Rock & Soul Bar Move
出演：小鳥美術館/DJ Joe/Noiri (Bang The Drum)/Suzy (Free City Noise)/Yamada (File-Under Records)/DJ コンソメ (Stiff Slack)/Nabe (Move)
  - 2008年5月18日 「BIRD'S NEST TOUR + 縁側サテライト」at ゴジカラ村内の古民家
LIVE出演：RACHAEL DADD/NAOTO KAWATE/ICHI/GURA/小鳥美術館
  - 2008年7月5日　京都cafe zanpano LIVE出演：小鳥美術館/たゆたう/林 拓（プパボーンファミリー）
  - 2008年11月22日 「NAZAL-ないとvol,1」at鶴舞K.D JAPON
出演：killing floor/jajja/小鳥美術館/gura

- 2009年
  - 2009年4月5日「お花見と」at the Lights underground　出演：Go fish/竜巻太郎/小鳥美術館/Love will tear us apart.（山内くん from climb the mind&久保田くんfrom マルオト）/DJ：kim morrison/muranao
  - 2009年7月19日 ショピンと小鳥美術館 LIVE at 浜松ESQUERITA68
  - 2009年8月15日 "ここかしこ" at鶴舞K.D JAPON 出演：Mujika Easel with 金津朋幸(sax)/cuushe/小鳥美術館
  - 2009年10月4日 sweet music presents 〜 sing a song vol.1 
“『circe＆QURAGE』リリースツアー"at京都西院カフェバー大会 出演：circe/QURAGE/DEADPHONE/小鳥美術館/山内幸次郎(climb the mind)
  - 2009年11月13日 "ビューティフルハミングバード×高鈴 split tour＋小鳥美術館＆高木友紀"
「BIRDCALL 2009」at大須・モノコト
  - 2009年12月27日"沸騰する忘年会2009　三発目"at 愛知工業大学FSC部室
出演：room501/climb the mind/小鳥美術館/blue ray dance/allowed/the act we act/detrytus(tokyo)/トゥラリカ/elica(tokyo)/free city noise/dzzZooO/ALLie/same place empty

- 2010年
  - 2010年2月14日 "「ラヴエヴリシング の love of everything」 と 「裏7586　++リイシュ－」" atハックフィンファクトリー 出演：love of everything/小鳥美術館/山内幸次郎/ジョンのサン/DzzZooO（DJ set）/asuna (DJ set)/トゥラリカアローン(drum set) and more...
  - 2010年3月5日  ショピンと小鳥美術館 LIVE at 名古屋・CafeDufi
  - 2010年3月22日 "ブックマルシェ at タワースクエア　〜Traveling COW BOOKSがやってくる！" 
at名古屋テレビ塔1Fタワースクエア)(開催は3/21・3/22) 出演：PWRFL Power/Generifus/Cap Lori/小鳥美術館
  - 2010年3月28日「青山陽一 Lonesome Invader Tour 2010」at 名古屋・CafeDufi
w/小鳥美術館
  - 2010年4月3日 「stim First Album EXPO3OOO Release Party」at鶴舞K.D JAPON
stim/talking dead goats “45/小鳥美術館/egoistic 4 leaves
  - 2010年6月27日 図書館/小鳥美術館/sheeprint Live at 黄金町試聴室その2
  - 2010年8月21日 Sheeprint × Overture "Oneric Caravan" in 名古屋 at 新栄/千種 空色曲玉 w/小鳥美術館
  - 2010年9月18日 "OTONOTANI2010"(開催：9/18・9/19) at 岐阜・揖斐高原貝月スキーリゾート 出演
  - 2010年10月17日  BOOKMARKNAGOYA×THISIS(NOT)MAGAZINE共同企画LIVE atATカフェB1F（「あいちトリエンナーレ2010」の期間限定公式カフェ）出演：4 bonjour's parties/AleksandtheRamps/小鳥美術館
  - 2010年12月9日 Storytellers2010 presented by flau at吉祥寺キチム　出演: Overture, Takeo Toyama, 小鳥美術館, Sheeprint

- 2011年
  - 2011年3月20日 =HUCK FINN 30th ANNIVERSARY=[LOCAL REPORT] at 今池HUCK FINN
出演：Discharming man(solo)/the SHUWA/Climb The Mind/Dancebeach/keep away from children/小鳥美術館/antoniothree/HOLLYWOOD MASSAGE VIBRATION/TONE DEAF/forget me not/SNAREKILLS[1]
  - 2011年4月28日 栗コーダーカルテットTOKUZO2DAYS  w/小鳥美術館/Ett

- 2012年
  - 2012年6月24日 かふぇのわミュージアムクロージングパーティー at 岐阜 nakaniwa 出演：小鳥美術館/タテタカコ×足田メロウ

- 2013年
  - 2013年9月22日 立川ギャラリーセプチマ 出演：小鳥美術館(田中馨・イトケン)/辻村友晴(キセル/YankaNoi(yunniko's new band)/夏目知幸(シャムキャッツ)
  - 2013年9月23日 代官山晴れたら空に豆まいて 出演：小鳥美術館(田中馨・イトケン)/Hei Tanaka

- 2014年
  - 2014年4月5日 in da house Lounge at旧グッゲンハイム邸(神戸 塩屋) 出演：ゑでぃまぁこん/キセル/Grand Salvo/小鳥美術館/ザ・なつやすみバンド/テニスコーツ/Dorian Quiet Session/ミツメ
  - 2014年9月14日 YankaNoi “Neuma” RELEASE PARTY&LAKE JAPAN TOUR in NAGOYA
Supported by THISIS(NOT)MAGAZINE at 名古屋テレビ塔 出演：YankaNoi/LAKE/小鳥美術館-bandset-[2]
  - 2014年10月5日 "OTONOTANI2014"(開催：10/4・10/5)at 岐阜・揖斐高原貝月スキーリゾート 出演
  - 2014年12月6日 in da house Lounge at Nui.(東京 蔵前) live：ザ・なつやすみバンド/小鳥美術館/Dorian Quiet Session dj：MOODMAN

- 2015年
  - 2015年2月21日 岐阜のスリーピースバンド夕食『船底の魚』リリースライブat KAKUOZAN LARDER w/小鳥美術館
  - 2015年3月1日  Summer Of Fan with WEEKEND SOUL PICNIC《odd eyes × 思い出野郎Aチーム ダブルリリースパーティー》at今池 HUCK FINN 出演：odd eyes/思い出野郎Aチーム/VIDEO TAPE MUSIC/のうしんとう/小鳥美術館
  - 2015年7月20日 (N)ICI MUSIC DAY!! 出演 テニスコーツ/gofish/五味岳久(lostage)&深谷彩(レミ街)/小鳥美術館/tio/DJ Y
  - 2015年8月23日 ザ・なつやすみバンド「『パラード』リリース記念ツアー 夏の終わり篇」
at京都・UrBANGUILD w/小鳥美術館[3]
  - 2015年9月22日 サーキットLIVEイベント"SHIMOKITAZAWA INDIE FANCLUB"（9/21・9/22開催) 出演。小鳥美術館は風知空知でLIVE出演。[4]
  - 2015年10月24日 TOYOTA ROCK FESTIVAL（10/24・10/25開催)出演[5]

- 2016年
  - 2016年5月15日 森、道、市場2016（5/13～5/15開催) 出演（田中馨参加ver.)
  - 2016年5月29日 「梅雨入り前の良い季節」at神保町 試聴室 出演 シンクロ座/qranpucino tetumpo/小鳥美術館（田中馨参加ver.)opening act：familybusiness （アサダとイッシー）
  - 2016年10月1日 "OTONOTANI 天" （開催10/1・10/2）at 岐阜・揖斐高原貝月スキーリゾート 出演
  - 2016年10月26日 池袋ココナッツディスク池袋店で『Little Museum of Bird』リリース記念インストアライブ
  - 2016年11月5日 渋谷タワーレコードで、小鳥美術館×Hei Tanakaインストア・イベント　カツオ・プレゼンツ・熱い音ライブ開催。小鳥美術館のミニアルバム『Little Museum of Bird』とHei Tanakaとのカセット『トマデジVol.3』の発売を記念して、インストアライブ開催。[6]
  - 小鳥美術館作品発売記念巡回展
    - 2016年11月6日  名古屋編 鶴舞K.D JAPON 出演：小鳥美術館(田中馨・イトケン参加)
    - 2016年11月12日 大阪編 大阪 HOPKEN 出演：小鳥美術館/ゆうき (オオルタイチ＋ウタモ)
    - 2016年11月28日 東京編 下北沢 440　出演：小鳥美術館 (田中馨・イトケン)/片想い
    - 2016年12月10日 松本編 松本 Give me little more. 出演：小鳥美術館/畠中梓/玉屋/クイクイジーラ

  - 2016年12月20日「Hei祭り」at 新代田FEVER 出演：Hei Tanaka/あだち麗三郎クワルテッット/SATETO/RIDDIMATES/T.V.not january/小鳥美術館/DJ：田中馨/VJ：シャンソンシゲル

- 2017年
  - 2017年1月21日 ゆうき(オオルタイチ&YTAMO) "『あたえられたもの』リリースツアー" 名古屋 w/小鳥美術館
  - 2017年4月21日 四ツ葉ミュージックpresents 特別展 at広島 ヲルガン座
出演：小鳥美術館/まやかしプラスチック/山広朋実
  - 2017年4月22日 春の交流戦 at 旧グッゲンハイム邸
出演 :Hara Kazutoshi + 野田薫/小鳥美術館/グラタンカーニバル
  - 2017年7月21日 書庫presents ”企画展”at 名古屋・得三
出演 :Gofish/カタリカタリ/小鳥美術館
  - 2017年9月27日 書庫presents ”企画展”at 渋谷7thFLOOR
出演：ikanimo/小鳥美術館(田中馨・イトケン参加)　ゲスト: 厚海義朗
  - 2017年9月27日 書庫presents ”企画展”at 沼津QUARS
出演：ikanimo/小鳥美術館/エンドウタカシ(GOOFY'S HOLIDAY)
  - 2017年9月28日 書庫presents ”企画展”at 浜松エスケリータ68　出演：ikanimo/小鳥美術館
  - 2017年9月30日 書庫presents ”企画展”at 京都bunkai社 出演：ikanimo/小鳥美術館/キツネの嫁入り
  - 2017年10月25日 カクバリズム15周年記念イベント番外編、キセル×Hei Tanakaのツーマン 出演

- 2018年
  - 2018年2月11日 "Exhibition" at 下北沢 ERA  w/DOIMOI/KID IS GONE(ex-sora, killie / kentauchid's solo project)
  - 2018年3月14日 Marker Starling + Nicholas Krgovich Japan Tour - Nagoya at名古屋 得三 Guest : 小鳥美術館/小池喬
  - 2018年9月15日 "Exhibition" at 名古屋 ブラジルコーヒー
出演：小鳥美術館/ikanimo( keitaimo+松井泉+野村卓史 )

- 2019年
  - オフィス書庫企画巡回展 on tour“branco”w/古川麦
    - 2019年1月25日 神保町 試聴室
    - 2019年1月26日 松本 栞日
    - 2019年1月27日 大阪 34キッチン

  - オフィス書庫企画巡回展 on tour Vol.2“セロファン”w/mei ehara
    - 2019年2月26日 浜松 エスケリータ68
    - 2019年2月27日 名古屋 得三

  - オフィス書庫企画巡回展 on tour Vol.3“幻の湖”w/井手健介
    - 2019年3月23日 奈良 apa apa cafe
    - 2019年3月24日 広島 ふらんす座

  - オフィス書庫企画巡回展 on tour vol.4  on tour " kissa"
    - 2019年4月29日 埼玉 senkiya w/近藤研二

  - 2019年4月30日 "コトリトネコ" at岐阜 bar&cafe tamako 出演近藤研二/小鳥美術館
  - オフィス書庫企画巡回展 on tour vol.5 “偏西風”w/うつくしきひかり
    - 2019年6月30日 富山 nowhere
    - 2019年7月1日  金沢 もっきりや
    - 2019年7月2日  名古屋 パルル

  - オフィス書庫企画巡回展 on tour vol.6 “偏西風”w/王舟
    - 2019年9月21日 名古屋 on reading
    - 2019年9月22日 尾道 光明寺會舘
    - 2019年9月23日 姫路 ハルモニア

  - 2019年11月15日 小岩BUSHBASH "HAUNT VOL.5 "　出演：小鳥美術館/池間由布子

- 2020年
  - 2020年1月20日 マニュエル・ビアンヴニュ「GLO」リリースツアー名古屋　出演：Manuel Bienvenu (vocal, piano, synth.) 石井マサユキ (gtr.) エマーソン北村 (key)/小鳥美術館